# 列別季夫卡 (沃倫斯基新城區)
50°28′33″N 27°52′51″E / 50.47583°N 27.88083°E
列別季夫卡（烏克蘭語：Лебедівка），是烏克蘭北部的村莊，隸屬日托米爾州的茲維亞赫爾區。該村始建於1890年，面積1.32平方公里，海拔高度225米，2001年人口290，人口密度每平方公里219.03人。